# Brillante Mendoza
Brillante Mendoza (AFI: [brɪˈljantɛ mɛnˈdɔsɐ]; San Fernando, 30 luglio 1960) è un regista filippino, vincitore del premio alla regia al Festival di Cannes 2009 per il film Kinatay.

## Biografia
Dopo una carriera in campo pubblicitario, Mendoza è approdato al cinema nel 2005, conquistando fin dalla sua opera prima l'attenzione dei festival internazionali: Masahista, lungometraggio tratto da una storia vera su un giovane massaggiatore filippino omosessuale, ha vinto il premio del concorso video del Festival di Locarno e il premio del pubblico del Torino International Gay & Lesbian Film Festival.
Il successivo Kàleldo (2006) è stato presentato nella sezione Extra della prima edizione del Festival del cinema di Roma e Manoro ha vinto il premio CinemAvvenire al Torino Film Festival dello stesso anno.
Con Foster Child, presentato nella Quinzaine des Réalisateurs al Festival di Cannes 2007, Mendoza inizia la fortunata frequentazione del maggior festival cinematografico mondiale, proseguita con la presentazione in concorso nell'edizione successiva di Serbis e culminata nel 2009 con il premio alla regia per Kinatay.
Ha partecipato anche al Festival di Berlino nel 2007, nella sezione Forum, con Tirador, mentre il suo Lola è stato uno dei due film a sorpresa del concorso della Mostra del cinema di Venezia 2009.
Nel 2012 ha partecipato in concorso alla Berlinale con Captive e alla 69ª Mostra internazionale d'arte cinematografica di Venezia con Thy Womb.
Nel 2016 è stato presente nella sezione Festa Mobile del 34° Torino Film Festival con il film Ma' Rosa.

## Filmografia

### Regista
- Masahista (2005)
- Kàleldo (2006)
- Manoro (2006)
- Pantasya (2007)
- Foster Child (2007)
- Tirador (2007)
- Serbis (2008)
- Kinatay (2009)
- Lola (2009)
- Captive (2012)
- Thy Womb (2012)
- Taklub (2015)
- Ma' Rosa (2016)
- Alpha, The Right to Kill (2018)

### Produttore
- Twilight Dancers, regia di Mel Chionglo (2006)